# بيكون (ثيوداد ريال)
بلدية بيكون (بالإسبانية: Picón)‏، هي إحدى بلديات مقاطعة ثيوداد ريال إحدى مقاطعات إسبانيا، والتي تقع في منطقة قشتالة لا منتشا وسط إسبانيا.
يبلغ عدد سكانها 681 نسمة وفقاً لإحصائية سنة (2007).